# Матич, Анка
Анка «Грозда» Матич (серб. Анка «Грозда» Матић; 9 августа 1918, Ириг — 15 октября 1944, Забрежье) — югославская партизанка Второй мировой войны. Народный герой Югославии.

## Биография
Родилась в селе Ириг близ Румы в рабочей семье. Её старший брат и сестра были членами Коммунистической партии Югославии. Анка в студенческом возрасте вступила в Союз коммунистической молодёжи, а затем в сентябре 1941 года и в компартию Югославии. Оказывала помощь в годы войны партизанам, закупая оружие. В феврале 1942 года её арестовали по обвинению в сотрудничестве с коммунистами, но после долгих пыток ничего не добились, а из-за отсутствия доказательств вынуждены были отпустить девушку.

## Партизанская деятельность
В конце июня 1942 года Анка вступила в ряды Подунавского партизанского отряда. В ноябре 1942 года перешла в состав 6-й восточнобоснийской пролетарской ударной бригады, в составе которой участвовала в боях в Восточной Боснии, Черногории и Сербии. Несла службу во 2-й воеводинской ударной бригаде, будучи её политруком.

## Подвиг
14 октября 1944 в разгар боёв за Белград Анка, бросившись на танк, была тяжело ранена из пулемёта. Её отправили в больницу Валево, но ночью по дороге Анка скончалась от полученных ранений.

## Награды
Указом Иосипа Броза Тито от 2 октября 1953 посмертно награждена званием Народного героя.